# Efeito fluência
Efeito fluência em psicologia é o efeito que descreve o fato da dificuldade ou facilidade de um estimulo ser processado ou assimilado afetar o nosso julgamento a respeito da substância da informação. Estímulos mais fáceis de serem processados ou assimilados são julgados de maneira mais positiva. Por exemplo, um estudo apontou que uma rotina de exercícios era considerada mais difícil de ser executada pelos participantes deste estudo quando o passo a passo era escrito numa fonte mais difícil de ler do que no caso onde a mesma rotina era escrita com uma fonte mais simples de se ler.